# Баріново (Новосибірська область)
Баріново (рос. Бариново) — селище у Черепановському районі Новосибірської області Російської Федерації.
Входить до складу муніципального утворення Майська сільрада. Населення становить 184 особи (2010).

## Історія
Згідно із законом від 2 червня 2004 року органом місцевого самоврядування є Майська сільрада.

## Населення
| 2002 | 2007 | 2010 |
| ---- | ---- | ---- |
| 206  | ↗235 | ↘184 |